# Anabel Montes Mier
Anabel Montes Mier (Oviedo, 1987) és una socorrista, capitana marítima i activista social espanyola, cap de missió de Proactiva Open Arms i, posteriorment, cap de rescats de Metges Sense Fronteres.
Montes nasqué l'any 1987 al poble asturià de Cruces, també conegut com a San Esteban de las Cruces, pertanyent al municipi d'Oviedo. Inicià la seva vinculació al món aquàtic practicant la natació al Club Natació Ciutat d'Oviedo, vincle que s'allargà a l'entitat durant 11 anys. Cursà l'educació obligatòria en un col·legi de l'orde de les Dominiques i, anys després, inicià els estudis superiors de la llicenciatura d'Història, però no els finalitzà després de deixar-los a quart curs. A nivell laboral treballà de socorrista aquàtica, primer com a voluntària a Creu Roja, durant 12 anys - 8 a Astúries i 4 a Barcelona -. Paral·lelament anà completant la seva formació amb cursos especialitzats de rescat a rius i pantans, així com amb la titulació de patrona d'embarcacions d'esbarjo. A finals de la dècada de 2000 emigrà a la ciutat de Barcelona per a seguir vinculada al socors i salvament en el medi marítim.
El desembre de 2015 ingressà a l'ONG recentment creada Proactiva Open Arms. A les seves files ha dirigit operacions des del mar com també ha coordinat assumptes logístics des de terra. Els dos primers anys estigué a Lesbos donant suport al rescat com a patrona d'embarcacions ràpides i com a coordinadora de l'operació a l'illa. Al Mar Mediterrani ha participat en 15 missions als vaixells Astral, Golfo Azzurro i Open Arms, majoritàriament com a patrona menys a les quatre darreres que ho feu com a cap de missió a l'Open Arms. És així com l'agost de 2019 es trobà en el càrrec en el polèmic desembarcament a Lampedusa de 160 refugiats rescatats a les costes de Líbia. Davant la negativa inicial de les autoritats italianes a permetre el desembarcament, el vaixell restà fondejant 19 dies a l'espera. Concretament, se situà a 800 metres de la drassana de Lampedusa, fet que comportà situacions d'angoixa i tensió entre la tripulació fins al punt que alguns dels rescatats es llençaren a l'aigua per a intentar arribar nedant a la costa. Les tensions polítiques en matèria migratòria se succeïren durant i després del desembarcament, ja fos amb l'oposició frontal del vicepresident i ministre de l'Interior italià, Matteo Salvini, com amb la vicepresidenta espanyola Carmen Calvo, la qual anuncià possibles sancions l'ONG que podrien arribar fins als 900,000 euros.
El 13 de maig de 2023 va anunciar la seva retirada de les tasques de salvament de migrants al Mar Mediterrani després d'anys de patiment d'assetjament institucional per la seva tasca.